# Atlantische Revolutionen
Der Begriff Atlantische Revolutionen bezeichnet eine Reihe von Revolutionen, die zwischen ca. 1770 und ca. 1830 rund um den Atlantik stattfanden. Zu den wichtigsten gehören die Amerikanische Revolution (1773–1783), die Französische Revolution (1789–1799), die Haitianische Revolution (1791–1804), die Spanische Revolution (1807–1814) und die Unabhängigkeitskriege in Spanisch-Amerika (1810–1826).
Bei allen Unterschieden waren diese Revolutionen – zumindest aus vorherrschender europäischer Perspektive – von ähnlichen „modernen“ Idealen geprägt: Volkssouveränität, Menschenrechte, Gleichheit, Gewaltenteilung und schriftliche Verfassungen. Die besagten Revolutionen bildeten zudem den Ausgangspunkt für die Entwicklung von modernen Nationalstaaten in Europa und in Amerika, einschließlich des karibischen Raumes. Als Bindeglieder bei der Ausbildung eines zusammenhängenden atlantischen Raumes wirkten neben Kolonialismus, Migration und Sklavenhandel eine transatlantische Öffentlichkeit und eine damit verbundene politische Publizistik, die hauptsächlich in Pamphleten und Zeitungen zum Ausdruck kam.
Zu den weitreichenden Nachwirkungen der Atlantischen Revolutionen gehört eine Reihe davon inspirierter Aufstände und Folgerevolutionen vor allem in Europa. Von den Atlantischen Revolutionen gehen zudem bis ins 21. Jahrhundert fortwirkende Impulse zu demokratietheoretischen Fragen und zu Fragen der historischen Interpretation aus. Hinweise auf spezielle Bindungen innerhalb des atlantischen Raums, die sich lange nach den Atlantischen Revolutionen erhalten haben, geben unter anderem die Atlantik-Charta als Wegweiser zu den Vereinten Nationen und das nordatlantische Bündnis NATO.

## Konzept der Atlantischen Revolutionen
Nachdem bereits die Zeitgenossen insbesondere die US-amerikanische Revolution und die Französische Revolution verglichen und ihre gemeinsamen Ursprünge und gegenseitigen Beeinflussungen intensiv diskutiert hatten, wurden die Revolutionen in der Historiographie während des größten Teils des 19. sowie in der ersten Hälfte des 20. Jahrhunderts vor allem als zentrale Ereignisse innerhalb der jeweiligen Nationalgeschichten gedeutet. Vor dem Hintergrund des beginnenden Kalten Krieges und der Gründung der NATO wurde das bereits 1917 von Walter Lippmann skizzierte Konzept einer atlantischen Welt aufgegriffen und um das der „Atlantischen Revolutionen“ erweitert – als verbindendes Element der Geschichten Europas und Nordamerikas. Unter Rückgriff auf die Idee eines durch einen Ozean gebildeten Geschichtsraumes im Sinne der Schule der Annales entwickelten Jacques Godechot und R. R. Palmer die Vorstellung einer „atlantischen Zivilisation“, die auf gemeinsame Revolutionserlebnisse der Jahre 1770 bis 1800 gegründet und von daraus abgeleiteten demokratischen Werten bestimmt sei. Dieser Ansatz stieß teilweise auf erhebliche Kritik, da er ideologisch motiviert sei, wichtige wirtschaftliche und politische Entwicklungen außer Acht lasse und der Komplexität und den Besonderheiten der unterschiedlichen Revolutionen nicht gerecht werde. Auch fanden weder die Haitianische noch die lateinamerikanischen Revolutionen in den Arbeiten von Godechot und Palmer Beachtung. Diese rückten erst seit Ende der 1980er Jahre verstärkt in den Blick der Historiker. In den 1990er Jahren wurde zudem die Bedeutung einer Reihe von zunächst unbeachteten Akteuren der Revolutionen erforscht, so die der Sklaven, Seefahrer und Soldaten. Um die Jahrtausendwende traten mit dem Aufkommen der Globalgeschichte auch im Bereich der Atlantischen Geschichte verstärkt kulturgeschichtliche Aspekte sowie Praktiken der Vernetzung zwischen den Akteuren der verschiedenen Revolutionen in den Vordergrund.

## Vorgeschichte und Ursachen

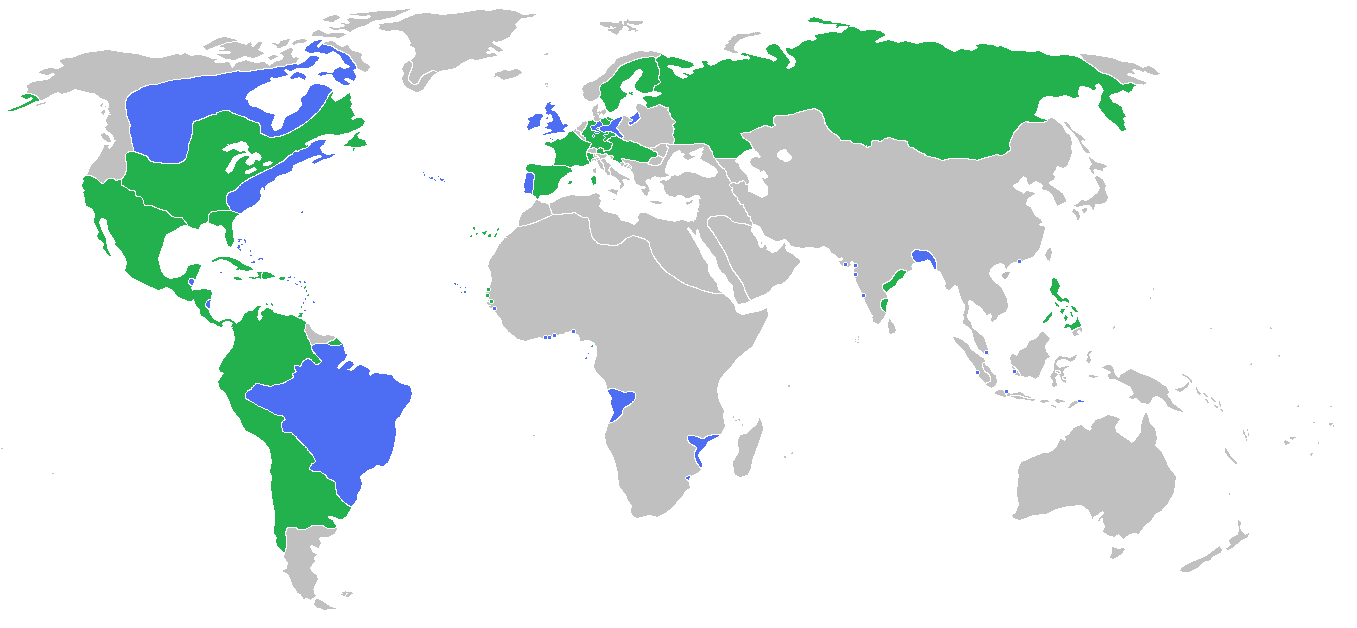
Allianzen und Territorien der Beteiligten des Siebenjährigen Krieges
Großbritannien, Preußen, Portugal, Alliierte und Kolonien
Frankreich, Spanien, Österreich, Russland, Schweden, Alliierte und Kolonien

Die Atlantischen Revolutionen hatten je besondere, aber auch einige ähnliche oder gemeinsame Ursachen. Das zentrale Vorläuferereignis war der Siebenjährige Krieg (1756–1763), von dem nicht nur die Kolonialmächte Frankreich, England und Spanien, sondern auch deren Besitzungen in den Amerikas sowie in Westafrika betroffen waren. Die hohen Militärausgaben der beteiligten Kolonialmächte führten zu einer starken Verschuldung, welche sie mittels Steuern und wirtschaftlichen Reformmaßnahmen auf ihre Bevölkerungen in Europa und Übersee umzulegen versuchten. In der Folge fühlte sich insbesondere in den Kolonien ein Teil der Bevölkerung von zu hohen Abgaben belastet, wirtschaftlich ungerecht behandelt und nicht genügend in den politischen Institutionen repräsentiert. Während jedoch in Frankreich außerdem für die Abschaffung von Privilegien in der noch immer feudal geprägten Ständegesellschaft gestritten wurde, war die weiße Bevölkerung in den Amerikas weit weniger hierarchisch organisiert und entsprechend stärker an der Beibehaltung des Status quo interessiert. Hier kam es zwar teilweise zu Sklavenrevolten und Auseinandersetzungen zwischen den verschiedenen ethnischen Gruppen, doch nur in Haiti sollte sich die schwarze Bevölkerung dauerhaft gegen die weiße durchsetzen. Sowohl die geistigen Eliten in Europa als auch diejenigen in den Kolonien waren von den Ideen der Aufklärung und von einem zunehmenden Fortschrittsglauben geprägt. Das ermöglichte es ihnen, die Auflehnung gegen die alte Ordnung und die Einführung republikanischer Regierungsformen zu legitimieren und sich dabei auf Konzepte wie Volkssouveränität, nationale Unabhängigkeit und Menschenrechte zu berufen – auch wenn sie diese keineswegs konsequent umsetzten. Für die transatlantische Verbreitung dieser Ideen und der damit jeweils gemachten praktischen Erfahrungen waren Netzwerke die Grundlage, in denen Zeitungen, Pamphlete und Bücher ausgetauscht wurden. Eine weitere wirksame Bedingung dafür war die Entstehung öffentlicher Räume in Kaffeehäusern, politischen Clubs und Gelehrtengesellschaften.

## Revolutionäre Vorgänge im atlantischen Raum
Die Darstellung der nachstehenden Revolutionskomplexe folgt dem chronologischen Gliederungsprinzip. Weltgeschichtlich bedeutsam und ausstrahlend haben sich vor allem die gegen die Vorherrschaft Englands gerichtete Gründung der Vereinigten Staaten von Amerika erwiesen und die damit sowohl teilursächlich als auch ideenprogrammatisch und durch prominente Persönlichkeiten zusammenhängende Französische Revolution in der Folge. Unter dem Eindruck erst von Begeisterung für das Revolutionsgeschehen in Frankreich, dann von Ernüchterung und Ablehnung angesichts des napoleonischen Vormachtstrebens entwickelten sich in Europa und im atlantischen Raum eigenständige revolutionäre Bewegungen, die eine demokratische Kultur und freiheitlich-demokratische Traditionen hervorbrachten.

### Nordamerikanische Revolution (1773–1783)

Die Unterzeichnung der Unabhängigkeitserklärung. Gemälde von John Trumbull, 1819

Als Amerikanische Revolution wird der Prozess bezeichnet, der von der Auflehnung der nordamerikanischen Kolonisten gegen die britische Steuergesetzgebung erst zur Gründung und später zur staatlichen Anerkennung der Vereinigten Staaten von Amerika führte. Auf dem Weg dahin proklamierten die vormaligen Untertanen der britischen Krone eine Reihe von Grundsätzen, deren Ausstrahlung über Entstehungszeit und -region hinausreichten. Dazu gehörte die aus der britischen Bill of Rights abgeleitete Forderung: „No taxation without representation.“ Mit der Veröffentlichung von Thomas Paines Pamphlet „Common Sense“ erfuhr die Unabhängigkeitsbewegung entscheidenden Auftrieb. Durch die am 4. Juli 1776 unterzeichnete Unabhängigkeitserklärung und mit der 1783 errichteten Verfassung setzten die im Kampf gegen England geeinten Dreizehn Kolonien weitere Meilensteine der Selbstbehauptung ihrer ökonomischen und politischen Interessen.
Menschenrechte, Konstitutionalismus und Gewaltenteilung in Gestalt der „checks und balances“, die in aufklärerischer Staatstheorie wurzelten, fanden Eingang in die staatliche und gesellschaftliche Wirklichkeit der USA und konnten damit auch anderwärtig zum Muster für emanzipatorische und demokratische Bestrebungen und Umsetzungsvarianten werden. Das atlantische Moment dieses Geschehens ist nicht zuletzt darin begründet, dass die intellektuellen Wortführer und Gründerväter der Vereinigten Staaten über Netzwerke in den politischen Zentren Westeuropas verfügten. Es beruht aber auch darauf, dass die von den „Patriots“ gegründete Kontinentalarmee sich während des Unabhängigkeitskrieges (1775–1783) nur aufgrund der Unterstützung durch französische und letztlich auch spanische Truppen gegen die britische Armee und ihre Verbündeten, die „Loyalists“, durchsetzen konnte.

### Französische Revolution (1789–1799)

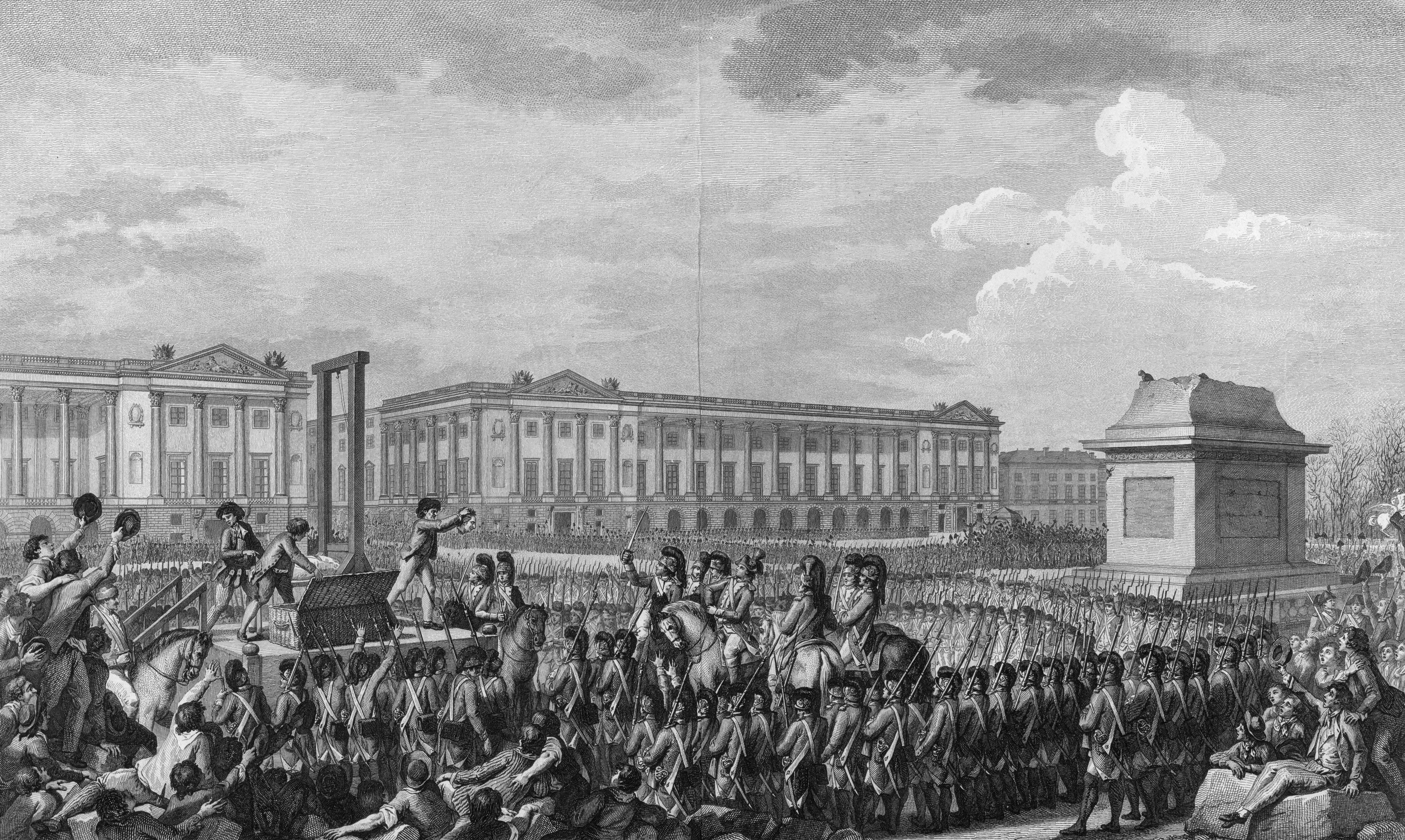
Hinrichtung Ludwigs XVI.

Die Französische Revolution setzte dem monarchischen Absolutismus nach dem Muster Ludwigs XIV. in Frankreich ein Ende. Die königliche Alleinherrschaft wurde von der Nationalversammlung zunächst durch Konstitutionalisierung und Gewaltenteilung gegen den Widerstand des Ancien Régime eingehegt und in der nachfolgenden republikanischen Phase mit der Hinrichtung Ludwigs XVI. demonstrativ beseitigt. Die Ausgangslage im Vorfeld der Französischen Revolution war mitbestimmt von der kostenträchtigen französischen Beteiligung am Unabhängigkeitskrieg der amerikanischen Kolonisten gegen Großbritannien. Die gestiegene Staatsverschuldung und die Weigerung zunächst der privilegierten Stände von Adel und Klerus, der Krone dabei weiter freie Hand zu lassen, nötigten Ludwig XVI. zur Einberufung der Generalstände. Nur durch deren Bewilligung hätte der König sich weitere Finanzmittel verschaffen können. Für die transatlantische Verbreitung neuer politischer Leitvorstellungen nach amerikanischem Muster, die unter anderem in der Erklärung der Menschen- und Bürgerrechte zum Ausdruck kam, standen als prominente Persönlichkeiten der Marquis de Lafayette, der im Amerikanischen Unabhängigkeitskrieg gekämpft hatte, sowie Thomas Jefferson als US-amerikanischer Botschafter von 1785 bis 1789 in Paris.
Den Verlauf des Revolutionsgeschehens in Frankreich bestimmten wesentlich die Interessenlagen, Aktionen und Reaktionen diverser Bevölkerungsgruppen. Besitz- und Bildungsbürgertum strebten nach Beseitigung der Adelsprivilegien und eigener politischer Machtbeteiligung; die städtische Bevölkerung insbesondere in Paris war teils von Brotnot angetrieben, war auf der Hut vor allerlei konterrevolutionären Verschwörungsmachenschaften und setzte auch in Fragen der Besitzverteilung zum Teil auf radikale soziale Gleichheit; die Bauern engagierte der Kampf gegen das sie belastende Feudalregime, doch an weitergehenden Veränderungen der politischen und sozialen Verhältnisse waren sie mehrheitlich nicht interessiert. Der Krieg gegen die sich mit Ludwig XVI. solidarisierenden europäischen Großmächte brachte zur Rettung von Nation und Revolution mit Massenaushebungen und Marseillaise ein Volksheer hervor, auf das schließlich Napoleon I., der die Revolution zugleich beendete und beerbte, die französische Machtexpansion in Europa gründete.

### Haitianische Revolution (1791–1804)
In Saint-Domingue waren 1791 nahezu eine halbe Million aus Afrika importierte Sklaven auf ca. 1000 Plantagen beschäftigt. Im Zuge der Französischen Revolution und der damit einhergehenden Verkündung der Menschenrechte begannen auch in Saint-Domingue verschiedene Gruppen gegen die bestehenden diskriminierenden Zustände aufzubegehren. Freie Schwarze verlangten zuerst ihre Gleichberechtigung. Im Mai 1791 wurde ein Gesetz zur Verbesserung der Lebensumstände der Farbigen erlassen, das von den grands blancs (Plantagenbesitzer) weitestgehend ignoriert, von den petits blancs (besitzlose Weiße) aber als Angriff auf ihre Rechte gesehen wurde. Am 21. August 1791 begann der Aufstand der Sklaven, dem bis zum September 1791 4.000 Weiße zum Opfer fielen und bei dem über 1.000 Plantagen niedergebrannt wurden. Am 4. April 1792 erließ die französische Nationalversammlung ein Gesetz, das allen freien Bewohnern der französischen Kolonien die gleichen Rechte zubilligte, unabhängig von ihrer Hautfarbe. 1793 brach zwischen Frankreich und Großbritannien der Erste Koalitionskrieg aus. Damit wurden sowohl Spanien als auch Großbritannien in die Aufstände in Saint-Domingue verwickelt. Um die französische Herrschaft über die Kolonie zu wahren, schaffte der Regierungskommissar Léger-Félicité Sonthonax zunächst in Saint-Domingue die Sklaverei ab. Am 4. Februar 1794 beendete die französische Regierung offiziell die Sklaverei in allen Kolonien. Die Sklaven wurden somit zu Bürgern mit allen verfassungsmäßigen Rechten.
Nach der Vertreibung der Briten von der Insel erließ der Gouverneur und Oberbefehlshaber von Saint-Domingue Toussaint Louverture 1801 eine mit Frankreich unter Napoleon nicht abgestimmte Verfassung für Saint-Domingue. Den 6.000 entsandten französischen Soldaten, die Saint-Domingue wieder unter französisches Recht zwingen sollten, gelang die vollständige Einnahme Saint-Domingues nicht; vielmehr wurden die Franzosen 1803 endgültig geschlagen. Am 1. Januar 1804 wurde die Unabhängigkeit Saint-Domingues offiziell verkündet. Der neue Staat bekam den Namen Haiti und war der erste unabhängige Staat Lateinamerikas. Sklaverei war fortan durch die Verfassung untersagt.

### Spaniens Cortes von Cádiz (1810–1814)
Die nachrevolutionäre militärische Expansion Frankreichs unter Napoleon I. machte auch die Iberische Halbinsel zum Schauplatz kriegerischer Auseinandersetzungen und von Widerstandskämpfen gegen den Herrschaftsanspruch von Napoleons Bruder Joseph Bonaparte und das oktroyierte Statut von Bayona. Nachhaltigen Ausdruck fand dieser Widerstands in Zusammenkunft und Beschlüssen der Cortes von Cádiz, einer sich als Repräsentation der Bevölkerungen Spaniens und seiner Überseegebiete definierenden Versammlung im südspanischen Cádiz, das nicht unter französischer Vorherrschaft stand. Regionen, denen es aufgrund der Besatzungssituation nicht gelungen war, Abgeordnete zu entsenden, wurden durch in Cádiz anwesende Bürger aus der Region interimistisch vertreten. Im Unterschied zu früheren Zusammenkünften der Cortes tagte die Kammer nach Art der Französischen Nationalversammlung von 1789 ohne Standesunterschiede.
Anfänglich hielten die Deputierten vor allem die Einheit des spanischen Imperiums in Sprache, Religion und Politik hoch und debattierten Wirtschaftsfragen wie freien Handel und die Aufhebung königlicher Monopole. Am 19. März 1812 brachten sie eine Verfassung auf den Weg, mit der sie die Inquisition abschafften, aber auch Tributzahlungen der Indios in Übersee und die Zwangsarbeit. Dem König wurde ein Staatsrat an die Seite gestellt; alle zwei Jahre sollten Neuwahlen der Legislative stattfinden. Auch Indios und Mestizen hatten ein Wahlrecht; ausgeschlossen waren Diener, Kriminelle, Schuldner und Schwarze. Zwar wurden alle Beschlüsse der Cortes durch Ferdinand VII. 1814 rückgängig gemacht; doch wirkte das Verfassungswerk vor allem bei den in Mittel- und Südamerika zur Unabhängigkeit strebenden Staaten grundlegend nach.

### Unabhängigkeitsstreben in Mittel- und Südamerika (1809–1824)
Auch in den spanischen Vizekönigreichen Lateinamerikas waren Impulse der amerikanischen und der Französischen Revolution wirksam geworden. Die Bevölkerungsmehrheit stellten Indios, teilweise zuzüglich Sklaven afrikanischer Herkunft. Die Herrschaftsausübung lag bei der Minderheit der in Spanien geborenen königlichen Verwaltungsbeauftragten (peninsulares), denen gegenüber die in Lateinamerika geborenen spanischstämmigen Kreolen zunehmend aufbegehrten und mehr wirtschaftliche, administrative und politische Unabhängigkeit forderten. Von 1809 an wurden in vielen Städten der Vizekönigreiche Räte (Juntas) zur besseren Vertretung der eigenen Interessen gegenüber Spanien eingesetzt.
An die Spitze des Unabhängigkeitskampfes trat Simón Bolívar. Er setzte an der Seite von Francisco de Miranda, einem vormals im Bunde mit den nordamerikanischen Unabhängigkeitskämpfern, dann auch mit den französischen Revolutionstruppen stehenden spanischen Offizier, am 5. Juli 1811 die Unabhängigkeit Venezuelas von Spanien durch – allerdings zunächst nur für ein Jahr. In der Auseinandersetzung mit dem auf den spanischen Thron zurückgekehrten Ferdinand VII. griff die Widerstandsbewegung über Venezuela hinaus auf die heutigen Staaten Kolumbien, Panama, Ecuador, Peru und Bolivien aus. Im Zuge eines Exils auf Haiti erlangte Bolívar die Unterstützung der Regierung von Alexandre Sabès Pétion für den Unabhängigkeitskampf in Südamerika. Im Bunde mit José de San Martín, der Argentinien und Chile von spanischer Herrschaft befreit hatte, führte Bolívar auch die Unabhängigkeit Perus herbei. 1824 gab es in Südamerika keine spanischen Truppen mehr.

### Korrespondierende Revolutionsereignisse und Ende der Ära
Es gab eine Reihe weiterer Revolutionen und Revolten, die ebenfalls zu den Atlantischen Revolutionen gezählt werden, etwa die Lütticher Revolution (1789), die Brabanter Revolution (1789), die Inconfidência Mineira in Brasilien (1789) und die Irische Rebellion (1798). Als Ende der Epoche der Atlantischen Revolutionen und in Abgrenzung von der Ära der europäischen Revolutionen des 19. Jahrhunderts seit 1830 wird oft (so z. B. von Thomas Bender) das Jahr 1823 angegeben, als die USA ihren exceptionalism beendete und durch die Monroe-Doktrin in den Kreis der atlantischen Großmächte eintrat.

## Gemeinsamkeiten und Besonderheiten
Die Atlantischen Revolutionen lassen neben der räumlich-zeitlichen Verbindung eine Reihe weiterer Gemeinsamkeiten erkennen, darunter Elemente aufklärerischer Staatstheorie, gesellschaftliche Disparitäten und mehrörtliches Wirken von bestimmten historischen Persönlichkeiten. Andererseits weisen die einzelnen Erhebungen auch deutliche Besonderheiten auf, die einer Gleichsetzung oder der Vorstellung von einem alle übergreifenden revolutionären Prozess entgegenstehen.

### Einflüsse aufklärerischer Staatstheorie
In der amerikanischen Revolution und den auf sie folgenden atlantischen Revolutionen hatte der Rückgriff auf die Theorien vor allem von Locke, Montesquieu und Rousseau in je unterschiedlicher Gewichtung eine Leitbildfunktion, und zwar jeweils abhängig davon, welche Ziele die zum jeweiligen Zeitpunkt an der Spitze des revolutionären Prozesses stehenden Aktiven verfolgten. Im Anschluss an die Verfassung der Vereinigten Staaten wurde es üblich, die Rechte und Kompetenzen politischen Handelns vertragsrechtlich festzulegen und in schriftlichen Verfassungen kundzutun. Die Konstitutionalisierung der Herrschaftsverhältnisse schloss nun oft eine ursprünglich auf Locke und die Glorious Revolution von 1689 zurückgehende Gewaltentteilungslehre ein. Dieser fügte Montesquieu im 18. Jahrhundert das Element der unabhängigen Justiz hinzu.
Wo in den Atlantischen Revolutionen die Gleichheit der Rechte und die soziale Gleichheit aller Menschen (männlichen Geschlechts) zum Hauptmotiv wurde, wie in der zweiten Phase der Französischen Revolution oder in der Haitianischen Revolution, wurde Rousseaus Gesellschaftsvertrag wegweisend. Darin erhob Rousseau den allgemeinen Willen, der alle Bürger einerseits einschloss, dem sie sich anderseits aber auch ausnahmslos unterwerfen mussten, zum politischen Herrschaftsprinzip. Die so bestimmte Volkssouveränität sah eine Gewaltenteilung nicht vor.

### Gesellschaftliche Konfliktlagen
Zu den gemeinsamen Merkmalen der atlantischen Revolutionen gehört, dass ihre Triebfedern in dem Wunsch nach verstärkter politischer Partizipation bestimmter Teile der jeweiligen Gesellschaft lagen. Diese richteten sich zunächst vorwiegend gegen die absolutistischen Herrschaftsansprüche von Monarchen, ließen in der Folge aber teils auch Konflikte zwischen privilegierten und benachteiligten Bevölkerungsgruppen zum Austrag kommen. Denn es handelte sich dabei nicht um einheitliche Erhebungen jeweils der ganzen Bevölkerung; vielmehr wurden diese oft von großen Teilen abgelehnt. So gab es in Nordamerika viele Loyalisten, die sich zu England hielten, während in Frankreich der gegenrevolutionäre Widerstand nicht nur Adlige und eidverweigernde Priester einschloss, sondern in der zweiten Revolutionsphase auch große Teile der Landbevölkerung.
Anders als die nordamerikanischen Siedler waren die Gesellschaften der vorrevolutionären europäischen Monarchien noch ständisch organisiert. So ging es für den unterprivilegierten Dritten Stand im Frankreich des Ancien Régime, der 98 Prozent der Bevölkerung stellte, in der Revolution zuerst um die Aufhebung aller Standesprivilegien. In der Folge zeigte sich, dass auch das in der Nationalversammlung vorwiegend vertretene Besitz- und Bildungsbürgertum mehr die eigenen Interessen zur Geltung brachte als die aller zuvor im Dritten Stand zusammengefassten Bevölkerungsgruppen, was zu neuen Unruhen und veränderten Akzenten in der zweiten Revolutionsphase beitrug. In den lateinamerikanischen Unabhängigkeitsrevolutionen waren es wiederum auch Sklaven, Indios und Mulatten, die die zeittypischen Impulse für Freiheit und Demokratie ihren eigenen Bedürfnissen entsprechend deuteten und in das Geschehen einbrachten. Sie waren durch keine der früheren Menschenrechtserklärungen bessergestellt worden.

### Transatlantische Öffentlichkeit
Im Zuge der Aufklärung hatte sich im mittel- und westeuropäischen Raum bis Ende des 18. Jahrhunderts eine bürgerliche Öffentlichkeit herausgebildet, die im aufkommenden Presse- und Zeitungswesen, aber auch in einer Vielzahl an Organisationsformen bürgerlicher Geselligkeit, wie Salons, Clubs und literarischen und wissenschaftlichen Gelehrtengesellschaften ihren Ausdruck fand. Politisch interessiert und aktiviert wurden diese Informations- und Debattenzirkel durch ein zunehmend auflagenstärkeres Zeitungswesen. 1775 gab es in den dreizehn britischen Kolonien Nordamerikas 38 Zeitungen, welche mit politischen Argumentationen, offiziellen Dokumenten, Ausschnitten von Reden usw. gefüllt waren. In Paris erschienen im Jahre 1788 fünf Zeitungen; doch mit der einsetzenden Revolution und mit der Abschaffung der Pressezensur im Jahr 1789 kamen mindestens 184 neue Titel dazu, die sich zwar nicht alle dauerhaft etablierten, aber für die politischen Wirkungspotentiale des Pressewesens zeugten. Ein Beispiel für Exilzeitungen, die relativ ungehindert revolutionäre Gedanken verbreiten konnten, war die Londoner Exilzeitung „El Colombiano“ von Francisco de Miranda, der die Notwendigkeit einer praktischen Loslösung vom Mutterland Spanien als Voraussetzung für ein Weiterbestehen des spanischen Reiches propagierte. Artikel dieser Zeitung wurden in der Gazeta de Caracas sowie der Gazeta de Buenos Aires nachgedruckt und provozierten die dortigen kolonialen Autoritäten. Hinzu kamen speziell in Nordamerika vielfältige Pamphlete, die als kostengünstige und rasch verfügbare Alternative zu Zeitungen ein größeres Publikum erreichten und ggf. zu mobilisieren vermochten. Nahezu jedes politische Ereignis war von Pamphleten oder auch Gegenpamphleten begleitet; wichtige Revolutionsereignisse lösten ganze Wellen von Pamphleten aus.
Die Clubs und Gesellschaften stellten für einen wachsenden Teil der Gesellschaft eine Möglichkeit dar, mit revolutionären Ideen in Kontakt zu kommen und sich über den Fortgang des revolutionären Geschehens zu informieren. In den Clubhäusern lagen Zeitungen zum Lesen aus, es wurden Reden gehalten und Debatten geführt; man wurde politisch agitiert und pflegte internationale Kontakte. Insgesamt explodierte die Zahl der Clubs und Gesellschaften in Frankreich von 21 im Jahr 1790 auf um die 5500 im Jahr 1793, worunter sich auch politische Salons wie der 1791 gegründete Pariser Salon der Madame Roland oder emanzipatorische Gruppierungen wie die Société des Amis des Noirs oder die von revolutionären Frauen gegründete Société des républicaines révolutionnaires befanden.

### Begrenzte Emanzipationserfolge
In Europa folgte auf das Zeitalter der Revolutionen eine Phase der Restaurationen – in koordinierter Form durch die Heilige Allianz nach dem Wiener Kongress. In einigen europäischen Staaten blieb es aber bei der Abschaffung der Leibeigenschaft, der Folter und des Zunftwesens sowie bei der Gewährleistung von Religions-, Meinungs- und Pressefreiheit. Der Code Napoléon blieb ebenfalls in Teilen Europas bestehen, wurde aber im weiteren Verlauf des 19. Jahrhunderts auch in einigen lateinamerikanischen Staaten übernommen.
Die Menschen- und Bürgerrechte von Frauen spielten in den Atlantischen Revolutionen und in der Folgezeit zunächst weiterhin keine nennenswerte Rolle, trotz des couragierten und mit dem Leben bezahlten Einsatzes der französischen Frauenrechtlerin Olympe de Gouges mit ihrer Erklärung der Rechte der Frau und Bürgerin von 1791. Die Staatsgründung Haitis gab der Abolitionismusdebatte in Europa Auftrieb und trug dazu bei, dass 1807 in Großbritannien die Sklaverei abgeschafft und 1815 das Verbot des Sklavenhandels in die Schlussakte des Wiener Kongresses aufgenommen wurde. Die endgültige Abschaffung der Sklaverei in allen französischen Kolonien erfolgte aber erst 1848 durch ein von Victor Schœlcher initiiertes Dekret der Nationalversammlung. In den USA kam es nach einzelnen Vorstößen erst ab 1820 zu einer breiter aufgestellten abolitionistischen Bewegung, deren endgültiger Erfolg aber erst 1865 mit dem Sieg der Nordstaaten über die Südstaaten im Sezessionskrieg feststand.

## Transatlantische Ideengeber und Akteure
Nicht allein die bedeutenden Staatstheoretiker des Aufklärungszeitalters inspirierten die gestaltenden Kräfte der Transatlantischen Revolutionen. Schon die Streiter für die amerikanische Verfassung in den Federalist Papers bezogen die viel älteren politischen Gemeinwesen der griechisch-römischen Antike in ihre Reflexionen mit ein.
Außer den theoretischen Vordenkern und Begleitern der transatlantischen Revolutionen waren es Diplomaten wie Benjamin Franklin und Militärs wie der Marquis de La Fayette, die auf beiden Seiten des Atlantiks Bedeutung erlangten. La Fayette wurde als „Held zweier Welten“ zum wichtigsten Repräsentanten der konstitutionell-monarchischen Phase der Französischen Revolution. Man wählte ihn zum Vizepräsidenten der Nationalversammlung und bestimmte ihn zum Kommandanten der Nationalgarde. Mit dem Sturz Ludwigs XVI. war aber auch La Fayettes führende Rolle ausgespielt.
Ebenfalls weit gesteckt war der transatlantische Wirkungskreis von Francisco de Miranda, der nach seinen Studien einerseits in Caracas, andererseits in Madrid am spanischen Krieg in Marokko teilnahm, später mit spanischen Truppen die Vereinigten Staaten auf dem Weg in die Unabhängigkeit unterstützte und nach seinem militärischen Abschied 1783 zu einigen ihrer bedeutendsten Repräsentanten Kontakt aufnahm. Ausgedehnte Reisen in Europa und bis an den Zarenhof folgten in den verbleibenden 1780er Jahren. Als Revolutionsgeneral auf französischer Seite nahm Miranda an der Kanonade von Valmy teil, wurde bald darauf wegen strategischer Differenzen aber bis 1795 in Paris inhaftiert. Nach England freigekommen, wartete er auf die schließlich 1805 sich bietende Gelegenheit, mit englischer Unterstützung an der Seite Simón Bolívars in den südamerikanischen Unabhängigkeitskampf einzugreifen.

## Nachwirkungen
Die in unterschiedlichen Formen und Ausprägungen aufeinander bezogenen und voneinander zu unterscheidenden Atlantischen Revolutionen sind unter historischen Gesichtspunkten ein markanter Abschnitt in der Geschichte des atlantischen Raumes, der sich seit dem 16. Jahrhundert durch Migration, Handel, Kolonialismus und Sklaverei in vielfältiger Verflechtung herausgebildet hatte. Die davon und von dem atlantischen Revolutionsgeschehen ausgehenden Impulse waren zeitüberdauernd vielfältig und stimulieren die einschlägige Forschung auch im 21. Jahrhundert.
In ihrer Publikation „Hegel und Haiti“ entwickelt die amerikanische Philosophin und Ideenhistorikerin Susan Buck-Morss die These, dass Georg Wilhelm Friedrich Hegels Phänomenologie des Geistes unter dem Eindruck der Haitianischen Revolution entstanden sei. Die Ausführungen zu „Herrschaft und Knechtschaft“ spiegelten die aus der Lektüre der Zeitschrift Minerva gewonnenen Erkenntnisse Hegels bezüglich des erfolgreichen Befreiungskampfs der Sklaven von Saint-Domingue. „Theoretisch gesehen, stellt der revolutionäre Kampf der Sklaven, die das sie unterdrückende System stürzen und einen Verfassungsstaat errichten, das Scharnier dar, durch das Hegels Analyse die Ebene der sich ins Unendliche ausdehnenden Kolonialwirtschaft verläßt und jene der Weltgeschichte betritt. Letztere definiert Hegel als die Vervollkommnung der Freiheit – eine theoretische Lösung, die in genau jenem Moment in Haiti in die Tat umgesetzt wurde.“ Die Sklaven seien zu aktiven Agenten der Weltgeschichte geworden, indem sie unter dem Motto „Freiheit oder Tod!“ gegen ihre Ausbeutung zu Felde zogen. Das spiegelt sich auch in der Literatur der Zeit, beispielhaft in Heinrich von Kleists Novelle Die Verlobung in St. Domingo.
Die Einsicht in die globale Bedeutung Haitis sei um 1800 „politisches Allgemeinwissen“ gewesen. Dass Hegel Haiti in der Phänomenologie des Geistes gar nicht explizit erwähnt, schreibt Buck-Morss der Sorge Hegels zu, mit dem Thema bei den Autoritäten in Deutschland oder bei Napoleon in Ungnade zu fallen. „Der ehrgeizige junge Autor, der gerade sein Lebenswerk, die Ereignisse seiner Zeit mit den Mitteln der Philosophie zu verstehen, in Angriff nahm, hatte wenig Lust, sich verhaften zu lassen.“ Gänzlich unberücksichtigt blieb die zeitgenössische Sklaverei, die u. a. in den überseeischen französischen Kolonien stattfand, selbst in den Schriften Rousseaus, der einen radikal egalitären Emanzipationsansatz propagierte. Rousseau habe sich über die Not von Menschen aus aller Welt geäußert, so Buck-Morss, die Afrikaner aber ausgelassen.
Dass Hegel sich späterhin für die Beibehaltung der Sklaverei aussprach „und daß seine Geschichtsphilosophie für über zweihundert Jahre eine Rechtfertigung noch für die selbstgefälligsten Formen des Eurozentrismus lieferte“, hindert Buck-Morss nicht daran, ihre Hegel-Untersuchung produktiv zu wenden in der Vorstellung, „daß es dadurch möglich werden könnte, die Idee einer universellen Geschichte der Menschheit aus den Händen derer zu retten, die sie allzu lange im Sinne der weißen Vorherrschaft mißbraucht haben. Wenn es gelingt, die Freiheit betreffende historische Tatsachen aus den Narrativen der Sieger herauszulösen und für unsere Zeit zu bewahren, dann gibt es keinen Anlaß, das Projekt der universellen Freiheit aufzugeben, sondern es gilt vielmehr, dieses Unterfangen zu rehabilitieren und auf einer neuen Grundlage wieder auf die Beine zu stellen.“
Der Nachhall der Atlantischen Revolutionen im politischen Denken beiderseits des Atlantiks wie aber auch im Weltmaßstab reicht bis in die Gegenwart, besonders auch in Fragen der Demokratietheorie. Mit seinem Werk Über die Demokratie in Amerika hat Alexis de Tocqueville dafür eine frühe Grundlage geschaffen. Nachfolgerevolutionen wie die Revolutionen von 1848/49 in Europa haben die Leitideen der damaligen Revolutionäre von diesseits und jenseits des Atlantiks wachgehalten bzw. wiederbelebt. Spezielle transatlantische Bindungen und Beziehungen wurden und werden seither oft betont und in vielerlei begrifflichen Variationen zum Ausdruck gebracht. Dazu gehören u. a. die Atlantik-Charta, die in die Gründung der Vereinten Nationen mündete, das nordatlantische Bündnis NATO, der Euro-Atlantische Partnerschaftsrat, Vereine wie die Atlantik-Brücke und die Atlantische Initiative oder auch Persönlichkeiten, die sich als Atlantiker bekennen.